# ديريك هوسكينز
ديريك هوسكينز (بالإنجليزية: Derrick Hoskins)‏ هو لاعب كرة قدم أمريكية أمريكي، ولد في 4 نوفمبر 1970 في ميريديان في الولايات المتحدة.

## وصلات خارجية
- ديريك هوسكينز على موقع مرجع كرة القدم المحترفة.كوم (الإنجليزية)